# Eduard de Martelaar
Eduard (II) de Martelaar (Engels: Edward the Martyr) (circa 962 - Corfe Castle, 18 maart 978/979) volgde in 975 zijn vader Edgar op als koning van Engeland, maar werd na een paar jaar al vermoord. Eduard werd beschouwd als een goed christen en werd in 1001 heilig verklaard.
Zijn koningschap werd betwist door een groep mensen onder leiding van zijn stiefmoeder, koningin Elfrida. Zij wilde dat haar eigen zoon en Eduards halfbroer Ethelred II koning zou worden. Eduard had echter meer steun, ook van Dunstan en de Witan (koninklijk adviesorgaan van hooggeplaatsten uit de samenleving). Een paar jaar later bezocht hij Elfrida en Ethelred in Corfe Castle. Terwijl de koning nog te paard zat, bood Elfrida hem een glas mede aan. Edward nam een slok maar werd daarbij in de rug gestoken. Hij reed weg, maar viel al gauw uit het zadel en werd, met één voet in de stijgbeugel, meegesleurd tot hij dood in een riviertje viel. Ethelred was pas tien jaar oud en was dus niet rechtstreeks bij de moord betrokken.
Rondom de moord en het terugvinden van Edwards lijk werden door geschiedschrijvers verschillende wonderen gerapporteerd. In 1001 werd Eduard heilig verklaard. Zijn feestdag is op 18 maart. Men haalde zijn stoffelijk overschot uit zijn graf en plaatste het in een reliekschrijn in Shaftesbury Abbey.
Onder koning Hendrik VIII (16e eeuw) werden veel kloosters gesloten en heilige plaatsen verwoest, maar Eduards overblijfselen werden verborgen. In 1931 vond J. Wilson-Claridge de relikwieën bij een archeologische opgraving. De botkundige T.E.A. Stowell bevestigde dat het inderdaad om Eduard de Martelaar ging. Wilson-Claridge schonk de relikwieën aan de Russisch-orthodoxe Kerk buiten Rusland. Deze plaatste ze in een kerk in Brookwood Cemetery in Woking (Surrey). De kerk heet nu St. Edward the Martyr Orthodox Church.